# 嘉多中いお
嘉多中 いお（かたなか いお、9月6日 - ）は、日本の女性声優。埼玉県出身。EARLY WING準所属。

## 出演

### ゲーム
- マギアブレイク（2015年、ティアナ、ユキマル、ルレット）
- アイ★チュウ Étoile Stage（2020年、Lancelotのファン 他）
- 妖怪百姫たん!（2021年、ジャスイ）
- ラストピリオド -終わりなき螺旋の物語-（2022年、ニッケル[2]）

### デジタルコミック
- 俺の可愛い弟は（2023年、琉樹（小学生））[3]

### 吹き替え
- パーフェクト・スイーツ シーズン3（エミリー・クック）

### テレビドラマ
- 仮面ライダーゼロワン（2019年、声優）※ノンクレジット

### CM
- DHC「カナヘイの小動物 絵をみてパッとつたわるトラベル英会話編」CM

### 司会
- ANIMAX MUSIX 2016 YOKOHAMA（2016年、幕間MC）

### ウェブ番組
- 没落!パーフェクトお嬢様🌹（2021年11月1日 - 、E-WAVE）